# Édouard Axelrad
Pour les articles homonymes, voir Axelrad.
Édouard Axelrad, né le 10 juin 1918 à Paris et mort le 16 décembre 2006 à Paris, est un écrivain français. 
Arrêté comme résistant, il est reconnu comme juif et déporté à Auschwitz. C’est à son talent pour la peinture qu’il doit la clémence d’un officier allemand. Il se retrouve au camp de Sachsenhausen jusqu’à la fin de la guerre.
Il a évoqué son expérience sous forme romanesque dans Le Jaune, publié en 1988. Il y raconte l'histoire d'un déporté, Clariond, prêt à tous les trafics avec les SS, pour pouvoir manger et survivre dans le camp de Sachsenhausen.

## Œuvres
- L’Arche ensevelie, 1959
- La Terre de la gazelle
- Marie Casse-croûte, 1985, Prix RTL grand public 1985
- Le Jaune, JC Lattès, 1988
- La cavale irlandaise, Presse de la Cité, 1991
- Au Fil du fleuve, Presse de la cité, 1994.